# Ádám Vass
Ádám Vass (Kápolnásnyék, 9 settembre 1988) è un calciatore ungherese, centrocampista del Soroksár.

## Caratteristiche tecniche
Interno di centrocampo, Vass può giocare anche come mediano.

## Carriera

### Club
A novembre del 2004 lo Stoke City lo prelevò giovanissimo dal Ferencváros, squadra ai vertici del campionato ungherese, e lo inserì nel settore giovanile. Con la squadra della Football League non totalizzò nessuna presenza.
Rifiutata l'offerta di rinnovo del contratto con lo Stoke, passò al Brescia il 19 giugno 2007, a paramentro zero.
Il 14 giugno 2009 nella semifinale dei playoff contro l'Empoli segna il suo primo gol nel Brescia e nel Campionato italiano.
Nella stagione 2009-2010 contribuisce alla promozione in Serie A delle rondinelle, e nella stagione successiva viene impiegato con una certa regolarità.
Il 2 luglio 2012, rimasto svincolato dal Brescia, firma con i romeni del CFR Cluj.
Fa il suo esordio con il club rumeno il 14 luglio in occasione della Supercoppa di Romania persa ai rigori contro la Dinamo Bucureşti, complice un serio infortunio al metatarso rimediato in allenamento salta più di metà stagione ritornando per le battute finali del campionato chiudendo la stagione con 15 presenze e nessuna rete.
La stagione successiva rescinde il contratto che lo legava al club rumeno per un'altra stagione restando svincolato.  firma un contratto annuale con opzione per la stagione successiva con i belgi dell'Oostenda facendo il suo esordio all'undicesima giornata di campionato nella sconfitta avvenuta per 3-0 contro Mechelen subentrando al 37' del primo tempo a Michiel Jonckheere. A gennaio 2014 ritorna in patria dopo dieci anni accasandosi con l'MTK Budapest dove esordisce alla diciottesima giornata nello 0-0 esterno contro l'Haladás, segna il suo primo gol con il nuovo club nel derby cittadino vinto per 4-0 contro l'Ujpest. Dopo cinque stagioni e mezzo nelle quali diventa titolare inamovibile, alla naturale scadenza del contratto dopo 155 presenze e 2 reti lascia l'Ujpest.
Nel luglio 2019 firma un contratto con il Gyirmót, club della seconda divisione ungherese.

### Nazionale
Ha giocato per l'Ungheria under 17 e per l'Ungheria under 19. Il 15 novembre 2006 debuttò con la nazionale maggiore contro il Canada, diventando così il calciatore più giovane dello Stoke City a debuttare con una nazionale maggiore.

## Statistiche

### Presenze e reti nei club
Statistiche aggiornate al 26 febbraio 2023.
| Stagione            | Squadra             | Campionato          | Campionato | Campionato | Coppa nazionale | Coppa nazionale | Coppa nazionale | Coppe europee | Coppe europee | Coppe europee | Altre coppe | Altre coppe | Altre coppe | Totale | Totale |
| Stagione            | Squadra             | Comp                | Pres       | Reti       | Comp            | Pres            | Reti            | Comp          | Pres          | Reti          | Comp        | Pres        | Reti        | Pres   | Reti   |
| ------------------- | ------------------- | ------------------- | ---------- | ---------- | --------------- | --------------- | --------------- | ------------- | ------------- | ------------- | ----------- | ----------- | ----------- | ------ | ------ |
| 2007-2008           | Brescia             | B                   | 25         | 0          | CI              | 0               | 0               | -             | -             | -             | -           | -           | -           | 25     | 0      |
| 2008-2009           | Brescia             | B                   | 34+3       | 0+1        | CI              | 2               | 0               | -             | -             | -             | -           | -           | -           | 39     | 1      |
| 2009-2010           | Brescia             | B                   | 28+3       | 2+0        | CI              | 2               | 0               | -             | -             | -             | -           | -           | -           | 33     | 2      |
| 2010-2011           | Brescia             | A                   | 20         | 0          | CI              | 2               | 0               | -             | -             | -             | -           | -           | -           | 19     | 0      |
| 2011-2012           | Brescia             | B                   | 27         | 1          | CI              | 0               | 0               | -             | -             | -             | -           | -           | -           | 27     | 1      |
| Totale Brescia      | Totale Brescia      | Totale Brescia      | 134+6      | 3+1        |                 | 6               | 0               |               | -             | -             |             | -           | -           | 146    | 4      |
| 2012-2013           | Cluj                | Liga I              | 15         | 0          | CR              | 1               | 0               | UCL           | 2             | 0             | SR          | 1           | 0           | 19     | 0      |
| ott. 2013-gen. 2014 | Ostenda             | D1                  | 4          | 0          | CB              | 1               | 0               | -             | -             | -             | -           | -           | -           | 5      | 0      |
| gen.-giu. 2014      | MTK Budapest        | NBI                 | 11         | 1          | MK+MLK          | 4+0             | 0               | -             | -             | -             | -           | -           | -           | 15     | 1      |
| 2014-2015           | MTK Budapest        | NBI                 | 27         | 0          | MK+MLK          | 0+5             | 0               | -             | -             | -             | -           | -           | -           | 32     | 0      |
| 2015-2016           | MTK Budapest        | NBI                 | 28         | 0          | MK              | 2               | 0               | UEL           | 2             | 0             | -           | -           | -           | 32     | 0      |
| 2016-2017           | MTK Budapest        | NBI                 | 31         | 0          | MK              | 2               | 0               | UEL           | 4             | 0             | -           | -           | -           | 37     | 0      |
| 2017-2018           | MTK Budapest        | NBII                | 29         | 1          | MK              | 2               | 0               | -             | -             | -             | -           | -           | -           | 31     | 1      |
| 2018-2019           | MTK Budapest        | NBI                 | 29         | 0          | MK              | 0               | 0               | -             | -             | -             | -           | -           | -           | 29     | 0      |
| Totale MTK Budapest | Totale MTK Budapest | Totale MTK Budapest | 155        | 2          |                 | 15              | 0               |               | 6             | 0             |             | -           | -           | 176    | 2      |
| 2019-2020           | Gyirmót             | NBII                | 26         | 0          | MK              | 2               | 0               | -             | -             | -             | -           | -           | -           | 28     | 0      |
| 2020-2021           | Gyirmót             | NBII                | 38         | 0          | MK              | 2               | 0               | -             | -             | -             | -           | -           | -           | 40     | 0      |
| 2021-2022           | Gyirmót             | NBI                 | 29         | 0          | MK              | 1               | 0               | -             | -             | -             | -           | -           | -           | 30     | 0      |
| 2022-feb. 2023      | Gyirmót             | NBII                | 21         | 1          | MK              | 0               | 0               | -             | -             | -             | -           | -           | -           | 21     | 1      |
| Totale Gyirmót      | Totale Gyirmót      | Totale Gyirmót      | 114        | 1          |                 | 5               | 0               |               | -             | -             |             | -           | -           | 119    | 1      |
| feb.-giu. 2023      | Soroksár            | NBII                | 3          | 0          | MK              | -               | -               | -             | -             | -             | -           | -           | -           | 3      | 0      |
| Totale carriera     | Totale carriera     | Totale carriera     | 425+6      | 6+1        |                 | 28              | 0               |               | 8             | 0             |             | 1           | 0           | 468    | 7      |

### Cronologia presenze e reti in Nazionale
| Cronologia completa delle presenze e delle reti in nazionale ― Ungheria | Cronologia completa delle presenze e delle reti in nazionale ― Ungheria | Cronologia completa delle presenze e delle reti in nazionale ― Ungheria | Cronologia completa delle presenze e delle reti in nazionale ― Ungheria | Cronologia completa delle presenze e delle reti in nazionale ― Ungheria | Cronologia completa delle presenze e delle reti in nazionale ― Ungheria | Cronologia completa delle presenze e delle reti in nazionale ― Ungheria | Cronologia completa delle presenze e delle reti in nazionale ― Ungheria |
| Data                                                                    | Città                                                                   | In casa                                                                 | Risultato                                                               | Ospiti                                                                  | Competizione                                                            | Reti                                                                    | Note                                                                    |
| ----------------------------------------------------------------------- | ----------------------------------------------------------------------- | ----------------------------------------------------------------------- | ----------------------------------------------------------------------- | ----------------------------------------------------------------------- | ----------------------------------------------------------------------- | ----------------------------------------------------------------------- | ----------------------------------------------------------------------- |
| 15-11-2006                                                              | Székesfehérvár                                                          | Ungheria                                                                | 1 – 0                                                                   | Canada                                                                  | Amichevole                                                              | -                                                                       |                                                                         |
| 6-2-2007                                                                | Limassol                                                                | Cipro                                                                   | 2 – 1                                                                   | Ungheria                                                                | Amichevole                                                              | -                                                                       |                                                                         |
| 22-8-2007                                                               | Budapest                                                                | Ungheria                                                                | 3 – 1                                                                   | Italia                                                                  | Amichevole                                                              | -                                                                       |                                                                         |
| 8-9-2007                                                                | Székesfehérvár                                                          | Ungheria                                                                | 1 – 0                                                                   | Bosnia ed Erzegovina                                                    | Qual. Euro 2008                                                         | -                                                                       |                                                                         |
| 12-9-2007                                                               | Istanbul                                                                | Turchia                                                                 | 3 – 0                                                                   | Ungheria                                                                | Qual. Euro 2008                                                         | -                                                                       |                                                                         |
| 13-10-2007                                                              | Budapest                                                                | Ungheria                                                                | 2 – 0                                                                   | Malta                                                                   | Qual. Euro 2008                                                         | -                                                                       |                                                                         |
| 17-10-2007                                                              | Łódź                                                                    | Polonia                                                                 | 0 – 1                                                                   | Ungheria                                                                | Amichevole                                                              | -                                                                       |                                                                         |
| 21-11-2007                                                              | Budapest                                                                | Ungheria                                                                | 1 – 2                                                                   | Grecia                                                                  | Qual. Euro 2008                                                         | -                                                                       |                                                                         |
| 6-2-2008                                                                | Limassol                                                                | Ungheria                                                                | 1 – 1                                                                   | Slovacchia                                                              | Amichevole                                                              | -                                                                       | 83’                                                                     |
| 26-3-2008                                                               | Zalaegerszeg                                                            | Ungheria                                                                | 0 – 1                                                                   | Slovenia                                                                | Amichevole                                                              | -                                                                       | 80’                                                                     |
| 20-8-2008                                                               | Budapest                                                                | Ungheria                                                                | 3 – 3                                                                   | Montenegro                                                              | Amichevole                                                              | -                                                                       | 46’                                                                     |
| Totale                                                                  |                                                                         | Presenze                                                                | 11                                                                      |                                                                         | Reti                                                                    | 0                                                                       |                                                                         |

## Palmarès

### Club

#### Competizioni nazionali
- Nemzeti Bajnokság II: 2

MTK Budapest: 2017-2018
Gyirmót: 2020-2021

### Individuale
- Miglior giovane ungherese dell'anno: 1

2007